# Dow Classic 1990
Birmingham Classic 1990 — жіночий тенісний турнір, що проходив на відкритих трав'яних кортах Edgbaston Priory Club у Бірмінгемі (Англія). Належав до турнірів 4-ї категорії в рамках Туру WTA 1990. Відбувсь удев'яте і тривав з 11 до 17 червня 1990 року. Зіна Гаррісон здобула титул в одиночному розряді.

## Учасниці
| \| Спортсменка \| Країна \| Сіяна \| \| ------------------------- \| ------ \| ----- \| \| Зіна Гаррісон \| \| 1 \| \| Гелена Сукова \| \| 2 \| \| Розалін Феербенк-Нідеффер \| \| 3 \| \| Наталі Тозья \| \| 4 \| \| Джиджі Фернандес \| \| 5 \| \| Гретхен Магерс \| \| 6 \| \| Енн Сміт \| \| 7 \| \| Лариса Савченко-Нейланд \| \| 8 \| \| Діанне Ван Ренсбург \| \| 9 \| \| Лаура Голарса \| \| 10 \| \| Аманда Кетцер \| \| 11 \| \| Лорі Макніл \| \| 12 \| \| Анджеліка Гавальдон \| \| 13 \| \| Бетсі Нагелсен \| \| 14 \| \| Міягі Нана \| \| 15 \| \| Клаудія Коде-Кільш \| \| 16 \| \| Іноуе Ецуко \| \| 17 \| | Нижче наведено учасниць, які отримали вайлд-кард на участь в основній сітці: - Сара Гомер - Саманта Сміт - Клер Вуд Нижче наведено гравчинь, які пробились в основну сітку через стадію кваліфікації: - Карін Баккум - Джилл Гетерінгтон - Кеті Джордан - Марія Ліндстрем - Хетер Ладлофф - Джулі Річардсон - Джулі Салмон - Катрін Сюїр |       |
| Спортсменка | Країна | Сіяна |
| Зіна Гаррісон | США | 1     |
| Гелена Сукова | Чехословаччина | 2     |
| Розалін Феербенк-Нідеффер | ПАР | 3     |
| Наталі Тозья | Франція | 4     |
| Джиджі Фернандес | США | 5     |
| Гретхен Магерс | США | 6     |
| Енн Сміт | США | 7     |
| Лариса Савченко-Нейланд | СРСР | 8     |
| Діанне Ван Ренсбург | ПАР | 9     |
| Лаура Голарса | Італія | 10    |
| Аманда Кетцер | ПАР | 11    |
| Лорі Макніл | США | 12    |
| Анджеліка Гавальдон | Мексика | 13    |
| Бетсі Нагелсен | США | 14    |
| Міягі Нана | Японія | 15    |
| Клаудія Коде-Кільш | Західна Німеччина | 16    |
| Іноуе Ецуко | Японія | 17    |

## Фінальна частина

### Одиночний розряд
Зіна Гаррісон —  Гелена Сукова 6–4, 6–1
- Для Гаррісон це був перший титул за сезон і 10-й — за кар'єру.

### Парний розряд
Лариса Савченко-Нейланд /  Наталія Звєрєва —  Ліз Грегорі /  Гретхен Магерс 3–6, 6–3, 6–3
- Для Савченко-Нейланд це був перший титул у парному розряді за сезон і 15-й — за кар'єру. Для Звєрєвої це був перший титул у парному розряді за сезон і 8-й — за кар'єру.